# پیک دیوان
در حقوق کامن لا، پیک دیوان (Messenger of the Court)، مأمور دادگاه است که وظایف او انجام ارتباطات کتبی یا شفاهی و اجرای دستورهای دادگاه است. در دادگاه ورشکستگی، وظایف مأمور تصرف در اموال ورشکسته است.
در مستعمره پلیموث، وظایف پیام رسان شامل احضار، نگه داشتن زندانی و اجرای اعدام بود.